# Старая Табага
Ста́рая Табага́ (якут. Эргэ Табаҕа) — село на территории городского округа «Город Якутск», Республика Саха (Якутия). Население — 616 чел. (2021).

## История
Село основано в начале XVIII века как Табагинская ямщицкая станция на Якутско-Иркутском почтовом тракте, многие жители Табаги являются потомками ямщиков, казаков и крестьян, поселившихся здесь почти три века назад и сформировавшихся в субэтническую группу русских — ленских старожилов (якутян).
До 1985 года Старая Табага называлась просто Табагой, в 1985 году указом Верховного Совета Якутской АССР произошло объединение населённых пунктов Табага и Лесокомбинат в один посёлок Табага. В 2004 году Старая Табага была выделена из состава посёлка Табага как сельский населённый пункт с присвоением ему настоящего наименования на основании постановления Государственного Собрания (Ил Тумэн) Республики Саха (Якутия).

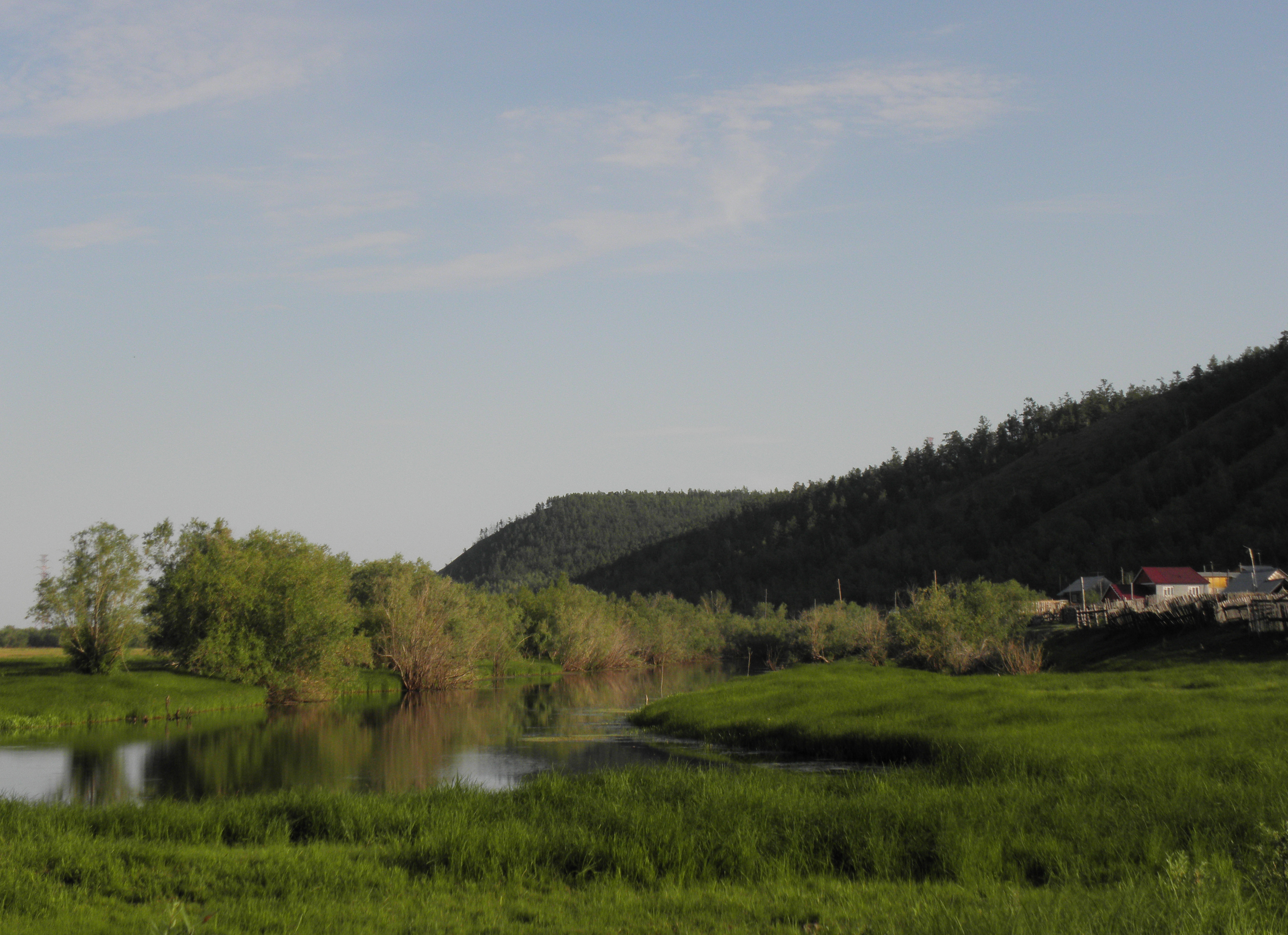
Озеро рядом с ул. Набережной

Своим основанием село Табага обязано созданию Якутско-Иркутского почтового тракта, регулярная почтовая гоньба по которому началась в 70-е годы XVIII века и который включил в себя деревни (ямы, ямщицкие станции) по 10 — 30 дворов (отстоявшие одна от другой на расстоянии около 25 км). Табага стала одной из первых ямщицких станций, основанной на этом тракте в первой половине XVIII века (к 1724 году в Табаге уже насчитывалось 11 домов) и была ближайшей к Якутской городовой почтовой станции. С тех времён в Табаге сохранился верстовой столб. Предками основателей Табаги (а также Булгунняхтаха, Техтюра, Тойон-Ары), установленными по архивным данным и информации старожилов, были Соколовы, выходцы из Костромской губернии. Также к старейшим жителям села относятся Шепелевы, Лобановы, Козловы. Позднее жители Табаги расселялись по Якутско-Иркутскому тракту, принимая участие в основании новых ямщицких станций. Главным занятием крестьян Табаги была почтовая гоньба, в их обязанности входили содержание станционного дома, ямских лошадей, зимних повозок, лодок; перевозка людей, почты, грузов; содержание дороги тракта в исправности. Помимо этого ямщики занимались разведением крупного рогатого скота, перенимая у коренного населения этих мест — якутов — особенности ведения скотоводства в суровых климатических условиях, различные приёмы и способы охоты и рыбалки. Земледелие стало активно развиваться у ямщиков только во второй половине XIX века.
В XIX веке важными для села событиями являются получение крестьянами земельных наделов (под которые выкорчёвывается лес) для хлебопашества, открытие школы в 1892 году в доме одного из сельских жителей, Иннокентия Соколова, появление на Лене парохода (из-за чего в летнее время частота почтовой гоньбы уменьшилась). Население Табаги начинает пополняться за счёт ссыльных. В 1905 году на войну с Японией из Табаги впервые в армию призвали солдата, им стал потомок польских ссыльнопоселенцев Иннокентий Мелентьевич Сидоров.
События революции 1917 года и Гражданской войны коснулись села Табаги напрямую. Впервые вооружённый конфликт затронул село, когда на Табагинском мысе 1 июля 1918 года с пароходов и барж высадился экспедиционный отряд красноармейцев А. С. Рыдзинского (основу его составляла польская рота). Табага была взята без боя, от неё по дороге Якутско-Иркутского тракта отряд двинулся на Якутск, где в результате недолгих боёв была установлена советская власть. В честь этого события в 1968 году на Табагинском мысе был установлен обелиск.
В августе 1918 года в Табаге высадился отряд Временного Сибирского правительства под командованием поручика М. И. Гордеева, шедший на Якутск для свержения власти большевиков.
Наиболее ярким эпизодом в истории села Табаги в годы гражданской войны была засада, устроенная на командующего войсками Якутской области и Северного края Н. А. Каландаришвили, ехавшего из Иркутска в Якутск в январе 1922 года. В результате боя, произошедшего в районе между Техтюром и Табагой, он и его отряд красноармейцев были уничтожены. Этот эпизод отражён в финале фильма «Сибирский дед», снятого Георгием Калатозишвили, строками в телеграмме:
«Срочно. Особо секретно. Командующему пятой армией Уборевичу И. П. 6 марта 1922 года. На льду Лены у деревни Табага попал в засаду штаб командующего войсками Якутии и Северного края Каландаришвили Н. А.»
В годы советской власти в 1929 году в Табаге крестьянами было создано товарищество по совместной обработке земли (ТОЗ). В 1932 году ТОЗ стал основой нового колхоза имени Ворошилова. Его первым председателем был избран ямщик Николай Соколов. В колхозе была создана ферма, в которую собрали всех коров жителей села. В 1939 году в качестве поощрения за высокие достижения в труде работников Табаги Ефима Соколова, Евдокию Соколову и Матрёну Суворину отправили в Москву, на ВДНХ.
В 1933 году в Табаге были открыты медпункт и летний детский сад, возобновила работу библиотека.
В годы Великой Отечественной войны многие табагинцы ушли на фронт, не вернувшимся с войны односельчанам установлен памятник во дворе Табагинской школы. В послевоенное время земельные угодья и животноводческая ферма Табаги вошли в структуру совхоза «Хатасский» (организованного в 1957 году) (в настоящее время Хатасское коллективное сельхозпредприятие) как Табагинское отделение. В 1980-е гг. построен новый двухэтажный корпус школы. В 1990-е гг. проведена газификация села, установлен поклонный крест казаками Якутского казачьего полка.

## География
Старая Табага расположена в центральной Якутии, в долине Туймаада (в южной её части), на левом берегу реки Лены, в 34 км к югу от Якутска, столицы республики, и в 4 км к югу от села Табага.

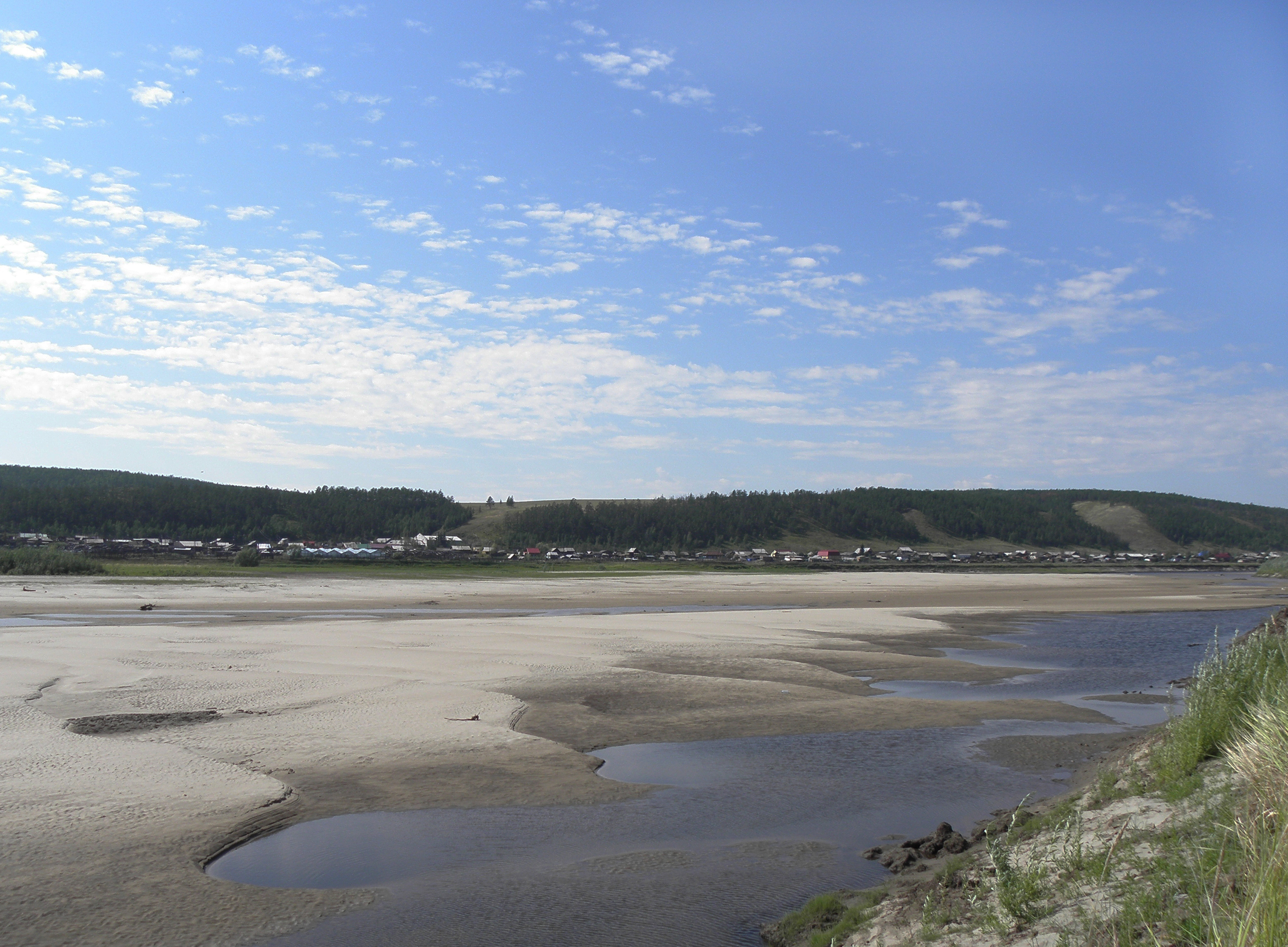
Вид на Старую Табагу с острова Улуу-Арыы

Село вытянуто вдоль берега Табагинской протоки по его равнинной части у самого подножия сопок. В летнее время Табагинская протока полностью пересыхает. Южную часть Старой Табаги пересекает ручей, образующий глубокий овраг. От реки Лены село отделено островом Улуу-Арыы, к югу от села в Лену вдаётся Табагинский мыс, сужающий пойму реки. Сопки, расположенные к западу и к югу от Табаги, покрыты лиственничными и лиственнично-сосновыми лесами с вкраплениями берёзовых лесов. Равнинная часть представляет собой луговую степь с небольшими озёрами.

#### Уличная сеть
По данным на 2009 год уличная сеть состояла из трёх географических объектов, общей протяжённостью в 4 108 метров. Вид дорожного полотна — грунт, асфальт.
| N                  | Название улицы | протяжённость в метрах | Вид дорожного полотна |
| ------------------ | -------------- | ---------------------- | --------------------- |
| село Старая Табага |                |                        |                       |
| 1                  | Центральная    | 2 700                  | Асфальт               |
| 2                  | Набережная     | 506                    | Грунт                 |
| 3                  | Лесная         | 902                    | Грунт                 |
|                    | Итого:         | 4 108                  |                       |

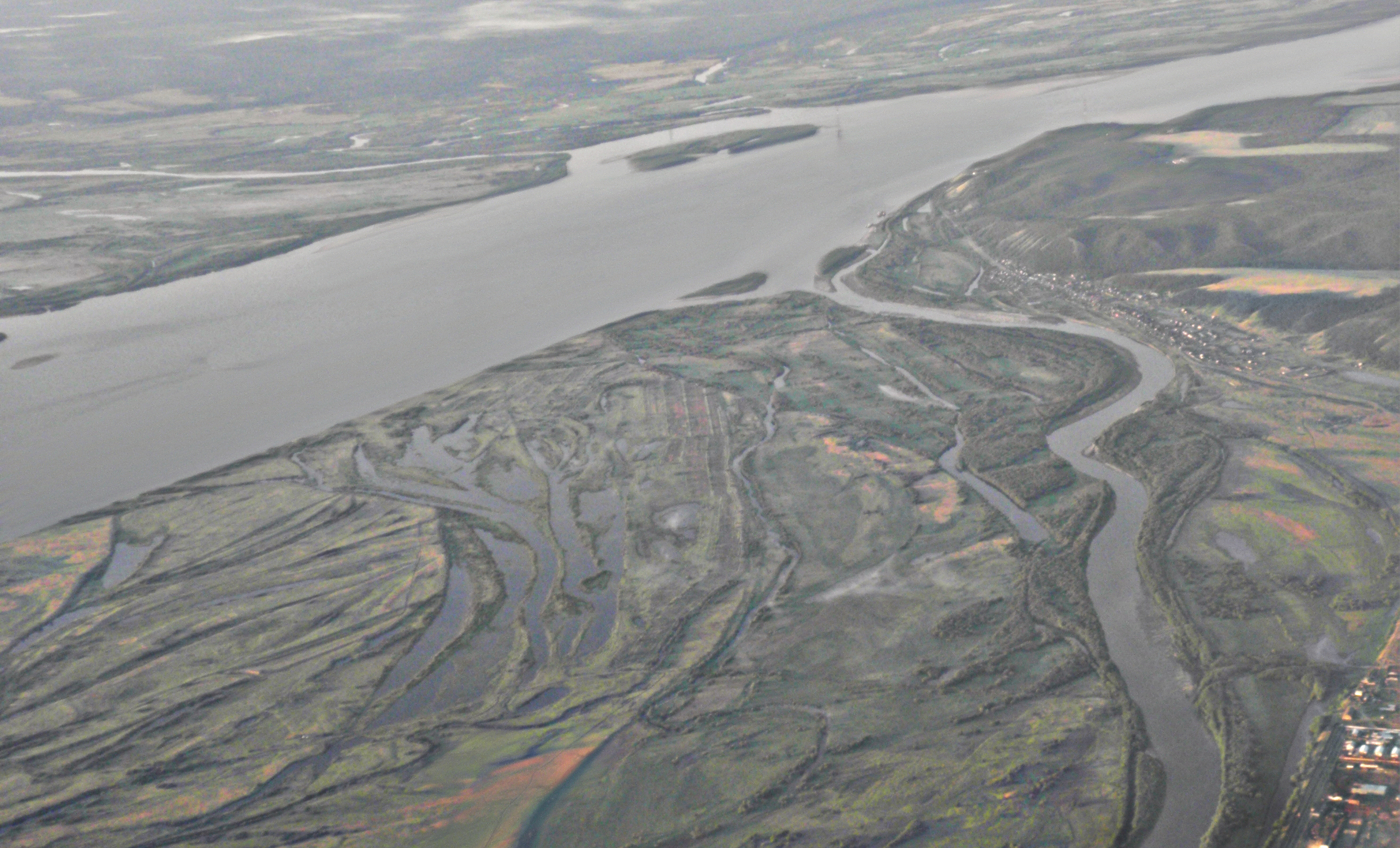
Село Старая Табага, часть села Табаги, Табагинская протока, река Лена и остров Улуу-Арыы

Главной из четырёх улиц Старой Табаги является Центральная ул., она пересекает всё село с северо-запада на юго-восток (в настоящее время на ней расположены торговые учреждения, в прошлом — здание администрации сельского совета, почта, фельдшерский пункт, сельский дом культуры и библиотека). На берегу озера-старицы в юго-восточной части села находится ул. Набережная, в центральной части села у подножия сопок — Лесная ул. (на которой расположено здание школы) и в северо-западной части — Молодёжная ул.

#### Климат
Климат, как и по всему городскому округу — резко континентальный с длинной и суровой зимой (средняя температура января — около −40 °C) и коротким, но жарким летом (средняя температура июля — 19 °C). Характерны небольшое количество осадков в течение всего года (при этом большее количество осадков приходится на тёплое время года) и сухой воздух, особенно летом.

## Население
До переписи 2010 года население Старой Табаги учитывалось в составе села Табага, численность которого составила по данным переписи 1989 года 2885 человек, по переписи 2002 года — 3746 человек, на 1 января 2007 года численность составила 3 270 тысяч человек. Начиная с переписи 2010 года население Старой Табаги стало учитываться отдельно (от села Табага) и, согласно данным переписи, составило 692 человека.
| 2002 | 2010 | 2015 | 2021 |
| ---- | ---- | ---- | ---- |
| 0    | ↗692 | ↘688 | ↘616 |

Большую часть жителей Старой Табаги составляют русские.

## Инфраструктура

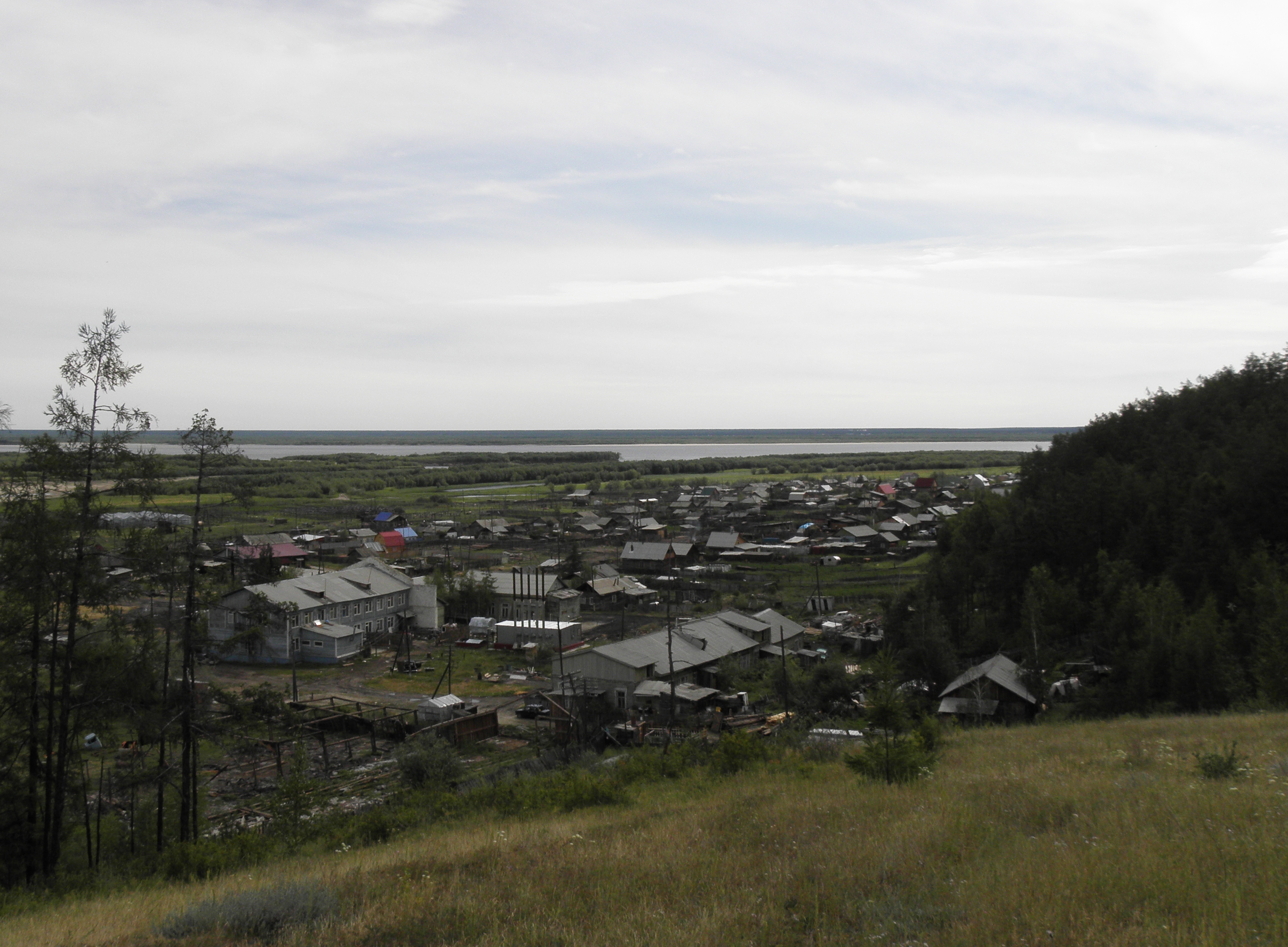
Село со стороны ул. Лесной

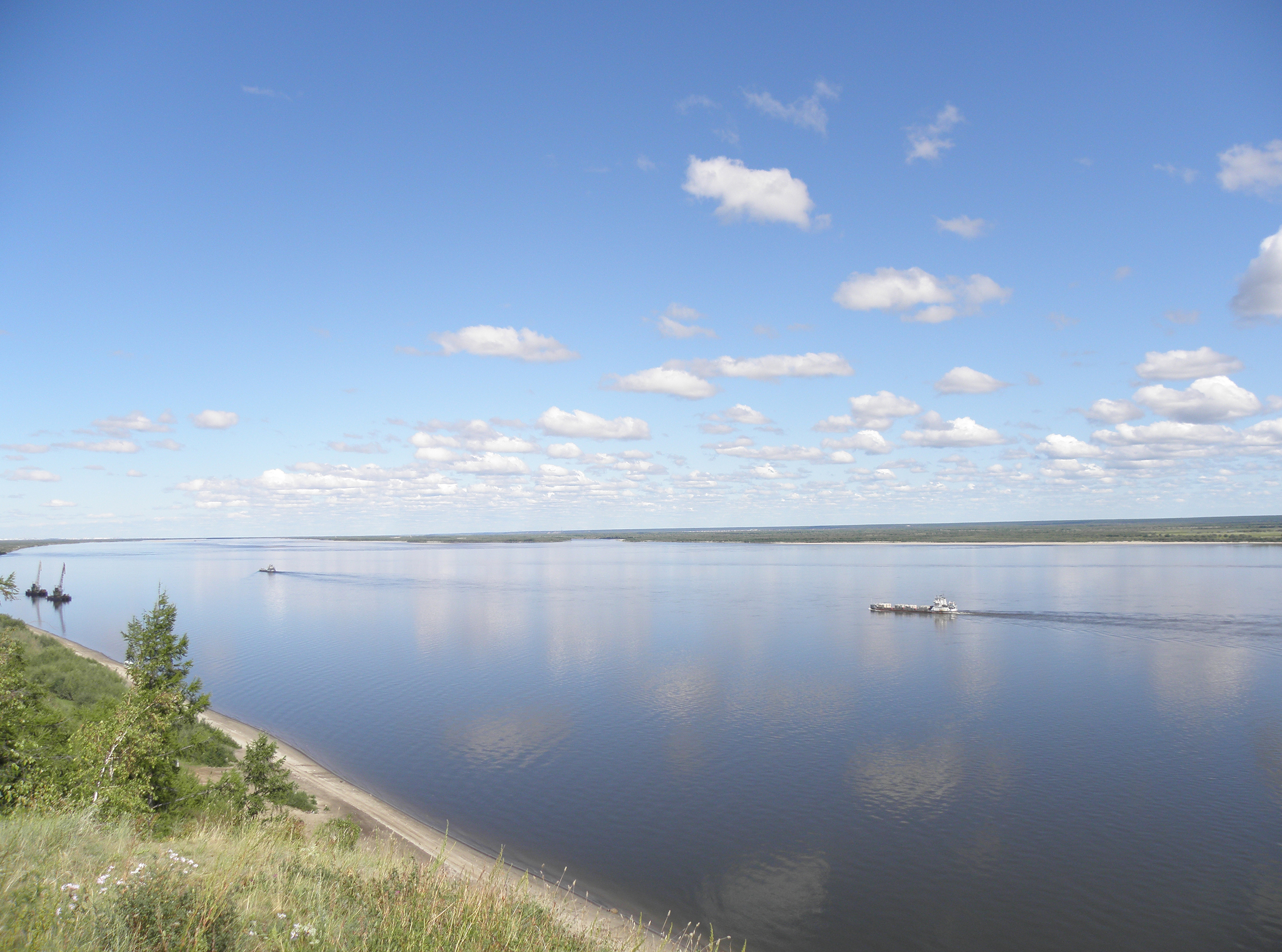
Река Лена в районе Табагинского мыса

Табагинское отделение совхоза Хатасский занималось выращиванием картофеля, овощей, зерновых (посевные площади размещались на сопках и на острове Улуу-Арыы), томатов и огурцов в теплицах, расположенных в центре села на берегу Табагинской протоки, на окраине села было построено овощехранилище. Также в сферу деятельности отделения совхоза входило мясо-молочное животноводство (разведение крупного рогатого скота), с начала 1990-х гг. сельское хозяйство в Старой Табаге находится в кризисном положении. В 2010 году был создан сельскохозяйственный потребительский кооператив «Старая Табага».
Неполная средняя общеобразовательная школа Старой Табаги, одна из первых школ в республике, отметившая в 1992 году 100-летний юбилей, в 2007 году слилась с Табагинской средней общеобразовательной школой. В селе находится фельдшерско-акушерский пункт, раньше в Старой Табаге размещались сельский дом культуры с кинозалом и библиотекой (сгорел в 2008 году) и почта (в настоящее время закрыта). К югу от Табаги находится профилакторий «Ленские Зори» и гидрометеостанция.

## Транспорт
Старая Табага связана с селом Табага и Якутском автомобильной дорогой, автобус из Табаги в Якутск выполняет рейсы каждые 50 мин.

### Ленский мост
Существует проект строительства автомобильно-железнодорожного моста через Лену в районе Табагинского мыса длиной около 3 км и, согласно генеральному плану развития города, железной дороги.
В январе 2024 года на левом берегу Лены возле села Старая Табага началась отсыпка песчаного основания для технологической площадки № 1.
Ввод объекта запланирован на 2028 год.

## Достопримечательности

#### Табагинский мыс
(якут. Согуру Ытык Хайа — Южная Священная гора), расположен в 2 км к югу от Старой Табаги, в этом месте ширина реки Лены в её среднем течении относительно небольшая, благодаря этому мыс был выбран для строительства перехода через реку высоковольтной линии электропередач и планируемого строительства автомобильно-железнодорожного моста. Табагинский мыс является одним из популярных мест отдыха и туризма для жителей Табаги и Якутска. Здесь находится профилакторий «Ленские Зори» (лечение в котором базируется на лечебно-минеральной воде, добываемой из Табагинской скважины).
На Табагинском мысе к 2017 году планируется создание туристического парка «Северный мир», включающего в себя «Всемирный центр мамонта», этнографический комплекс «Северная мозаика», подземную галерею «Мир вечной мерзлоты», старинные городские усадьбы с ямщицким поселением с переносом из Старой Табаги исторических построек, парк развлечений и аттракционов, а также крытый склон с горнолыжным комплексом.
В XIX веке на Табагинском мысе добывался бутовый камень для строительства Никольского храма в Якутске.
В 2006 году здесь проходили съёмки эпизода фильма «Тайна Чингис Хаана» режиссёра Андрея Борисова.

#### Окрестности Табаги

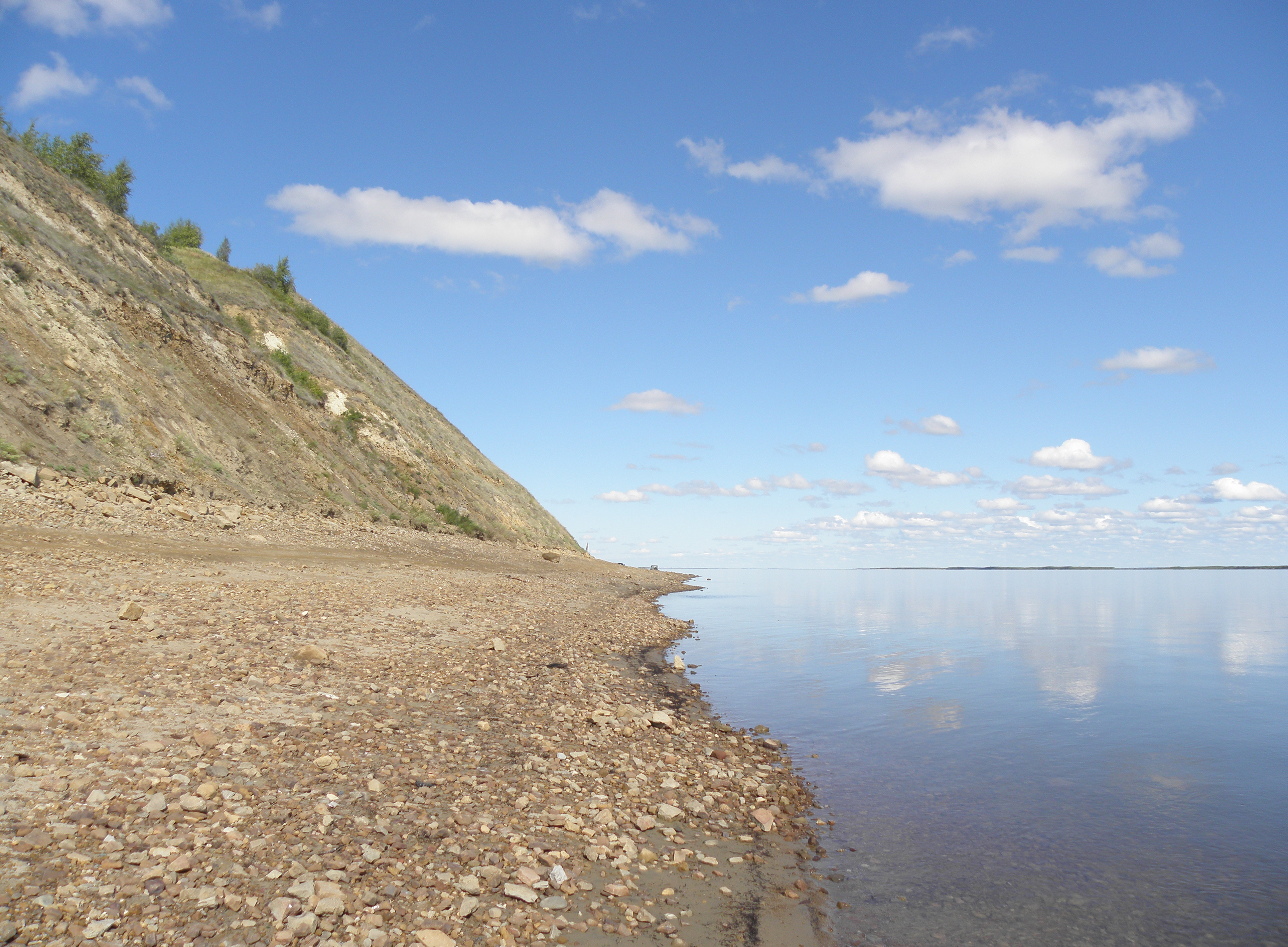
Берег реки Лены. Табагинский мыс
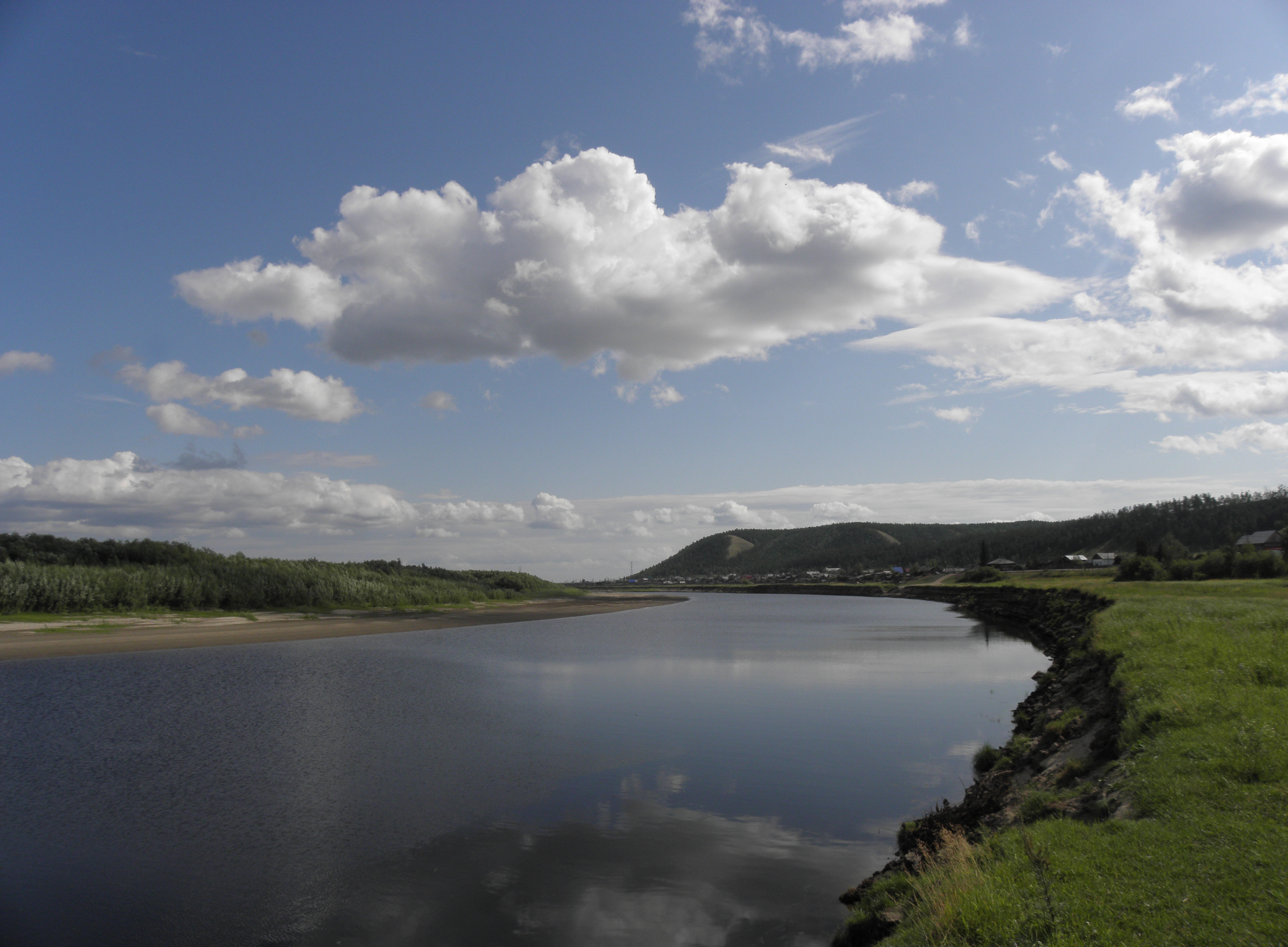
Табагинская протока
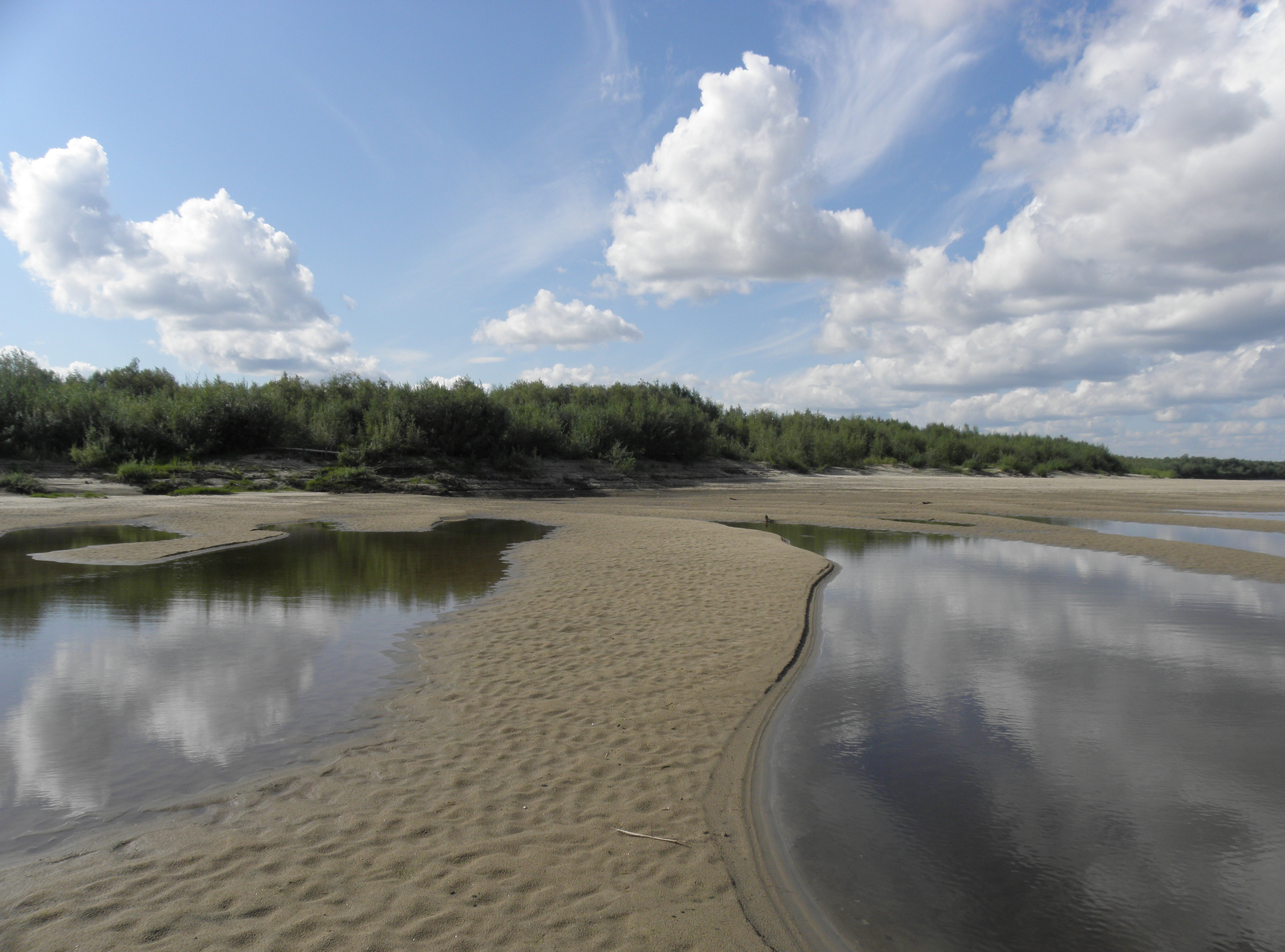
Пересыхающая Табагинская протока
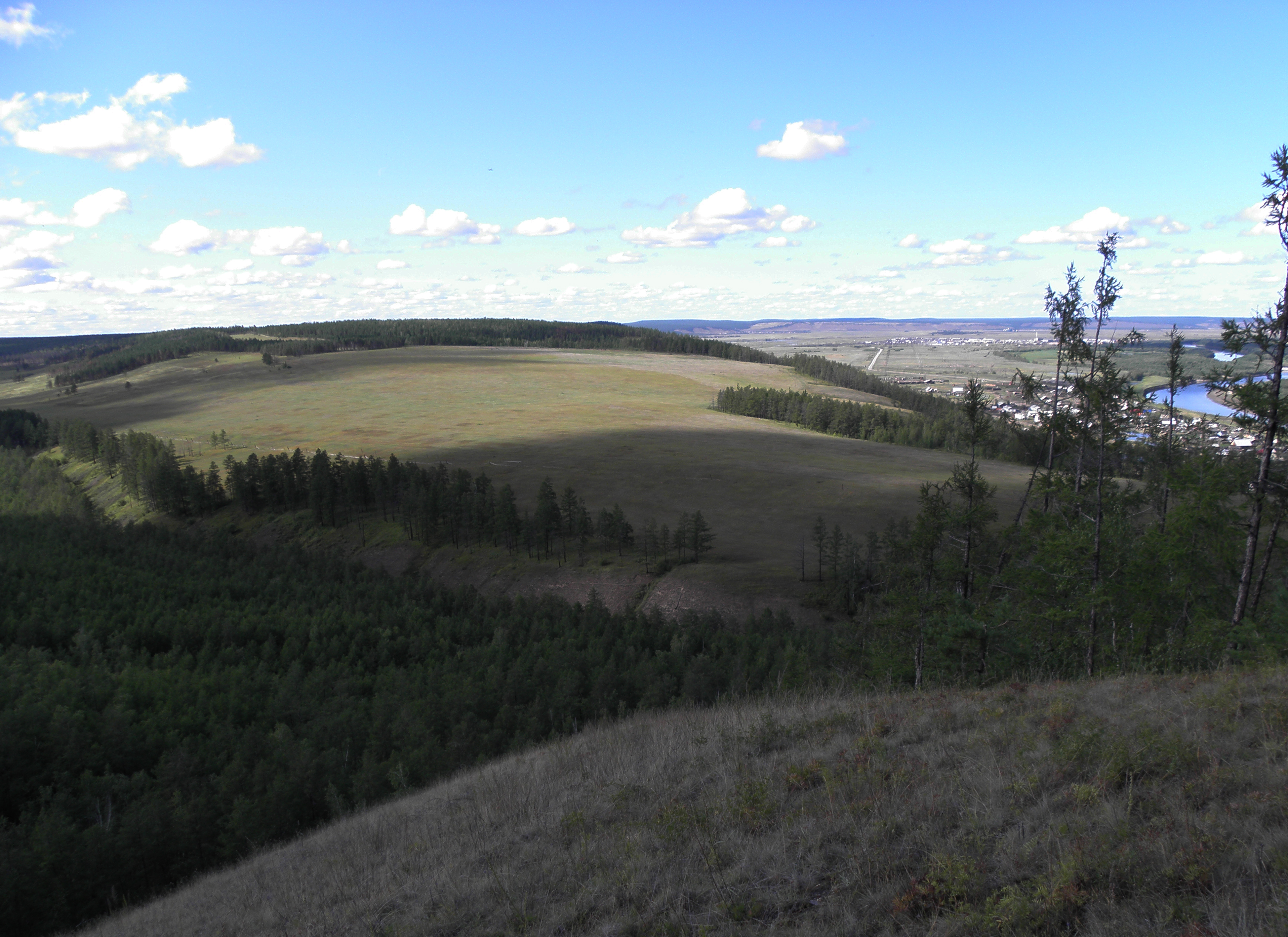
Сопки в районе Старой Табаги
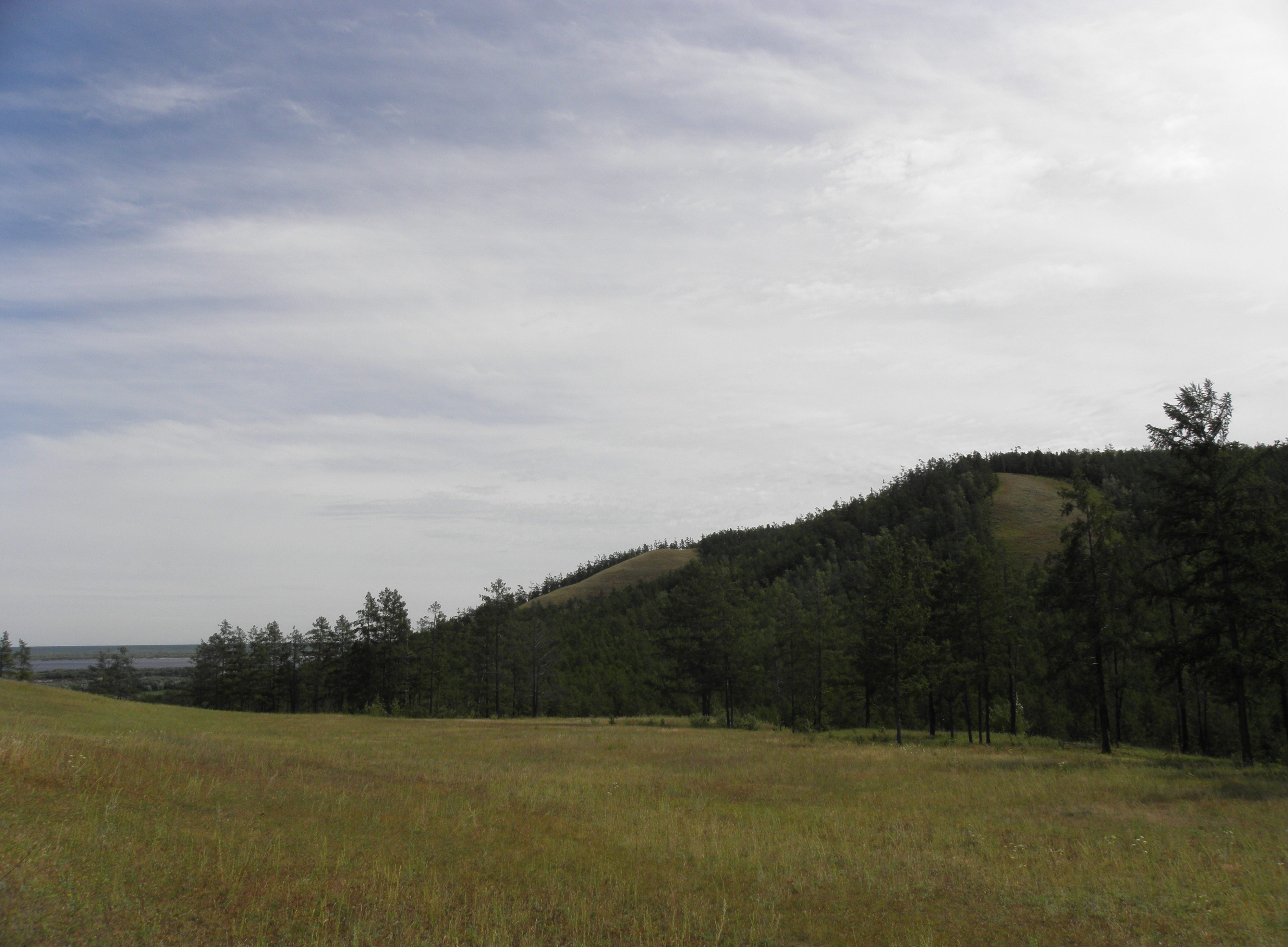
Сопки в районе Старой Табаги
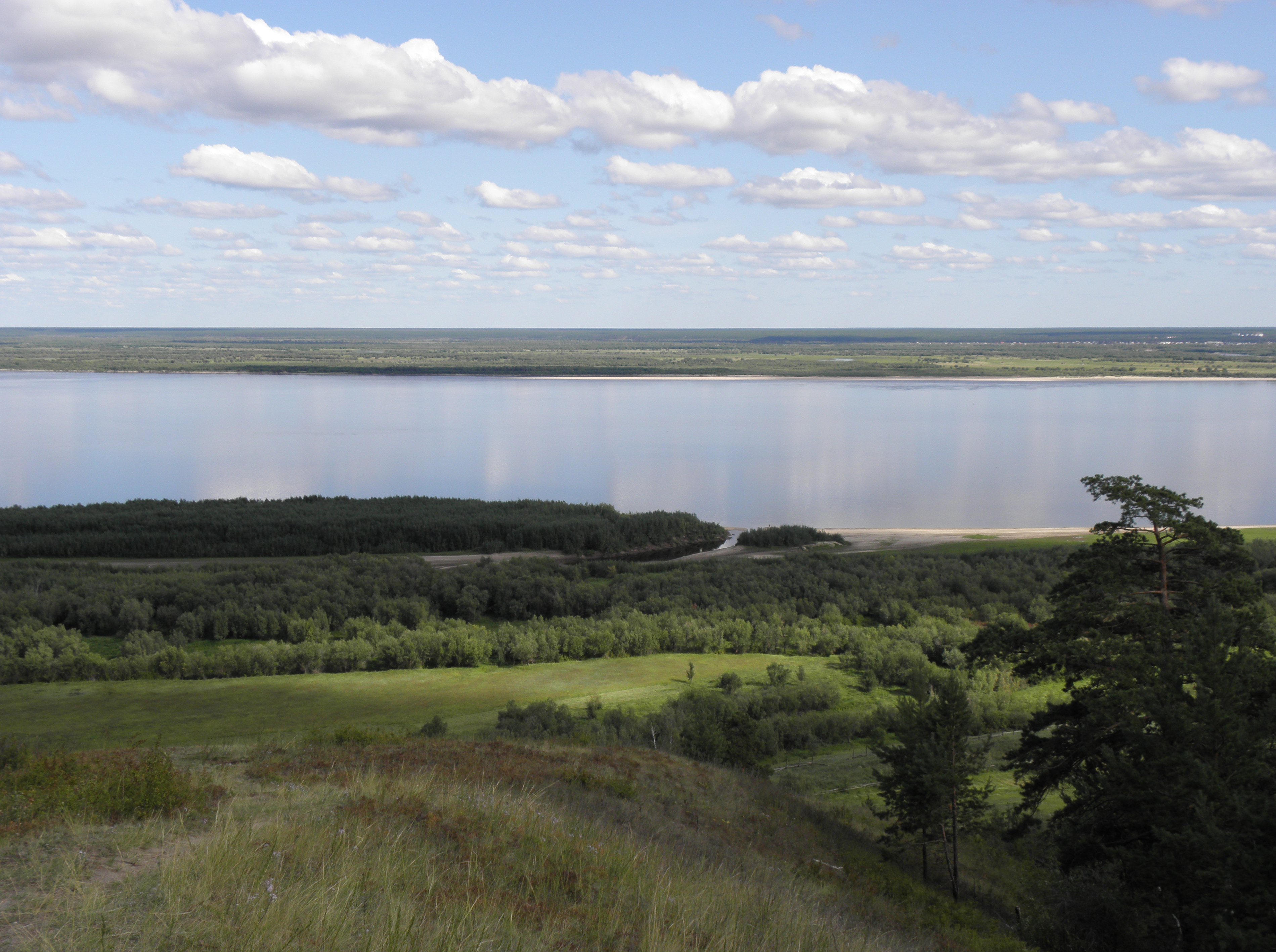
Вид на Лену с табагинских сопок
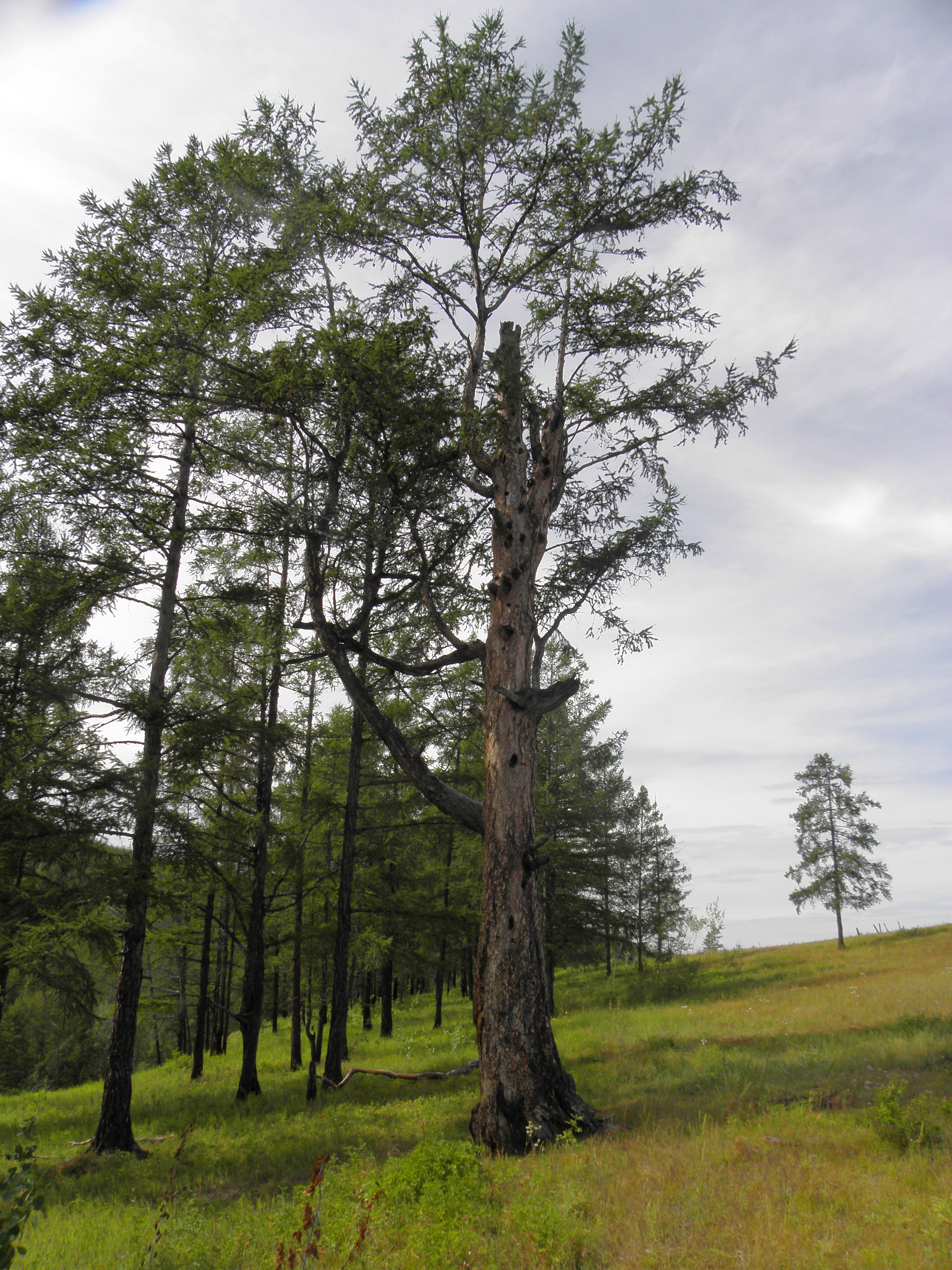
Тайга в районе Старой Табаги
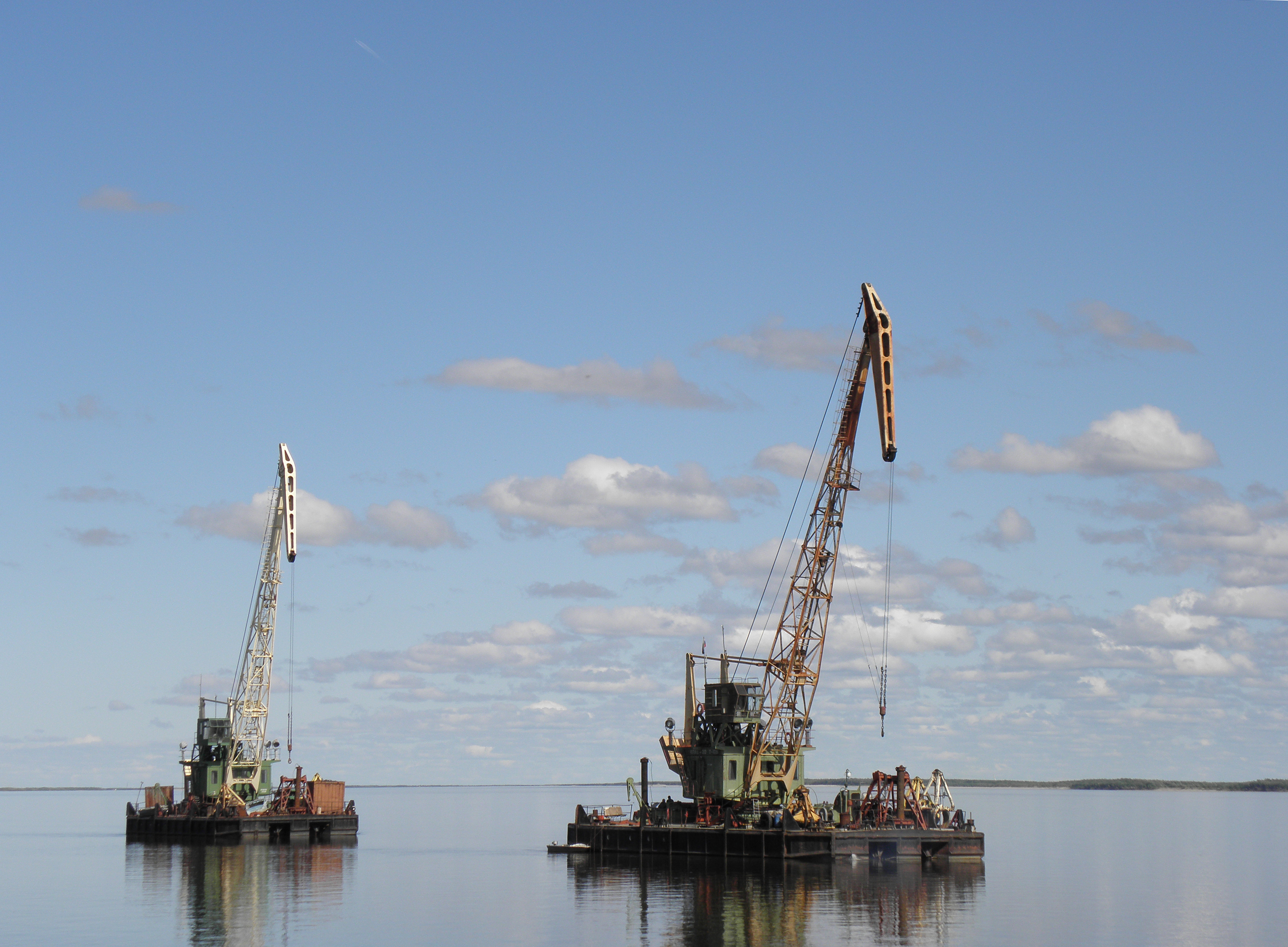
Река Лена рядом с Табагой
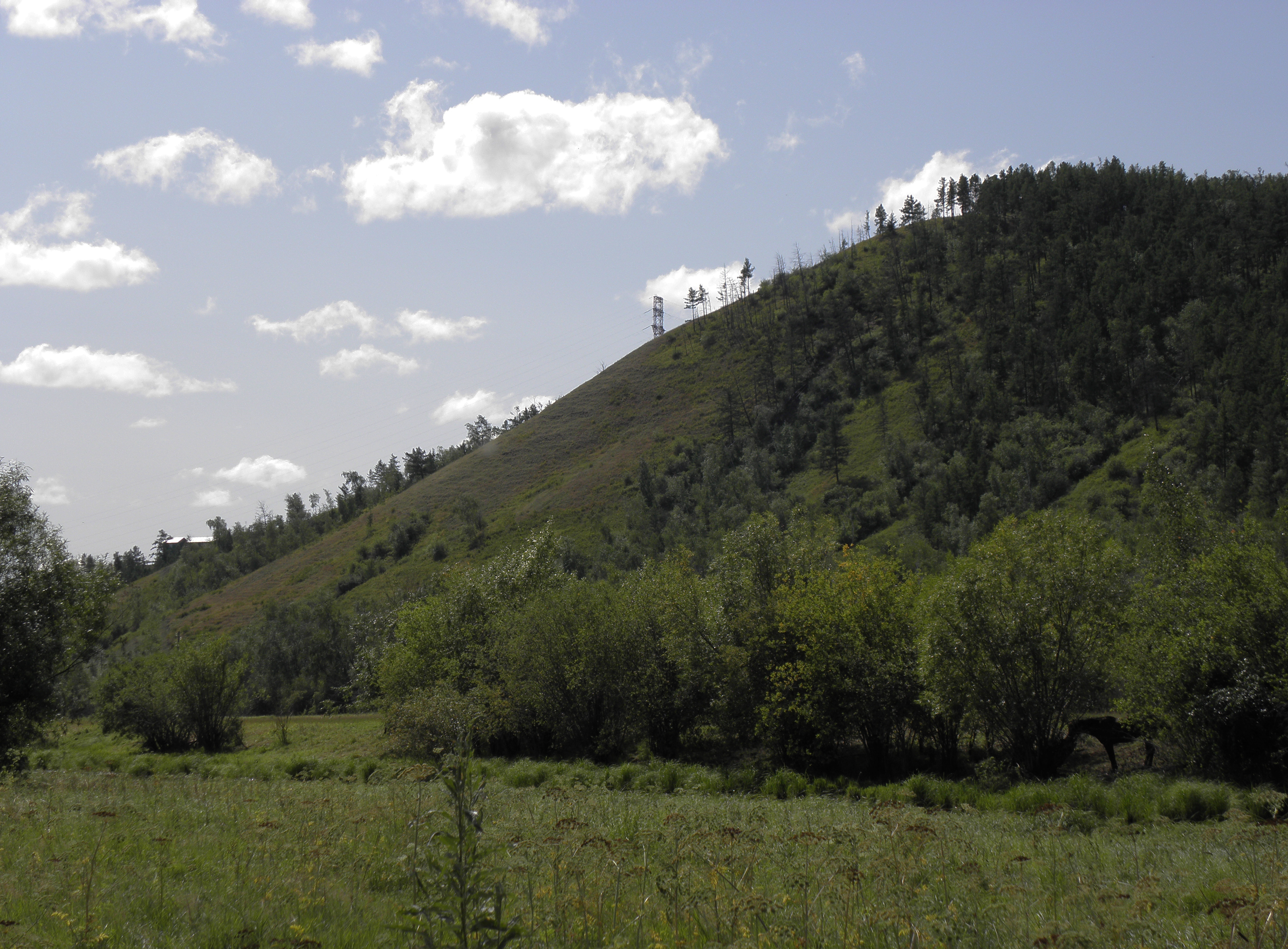
Сопка у дороги к профилакторию Ленские Зори
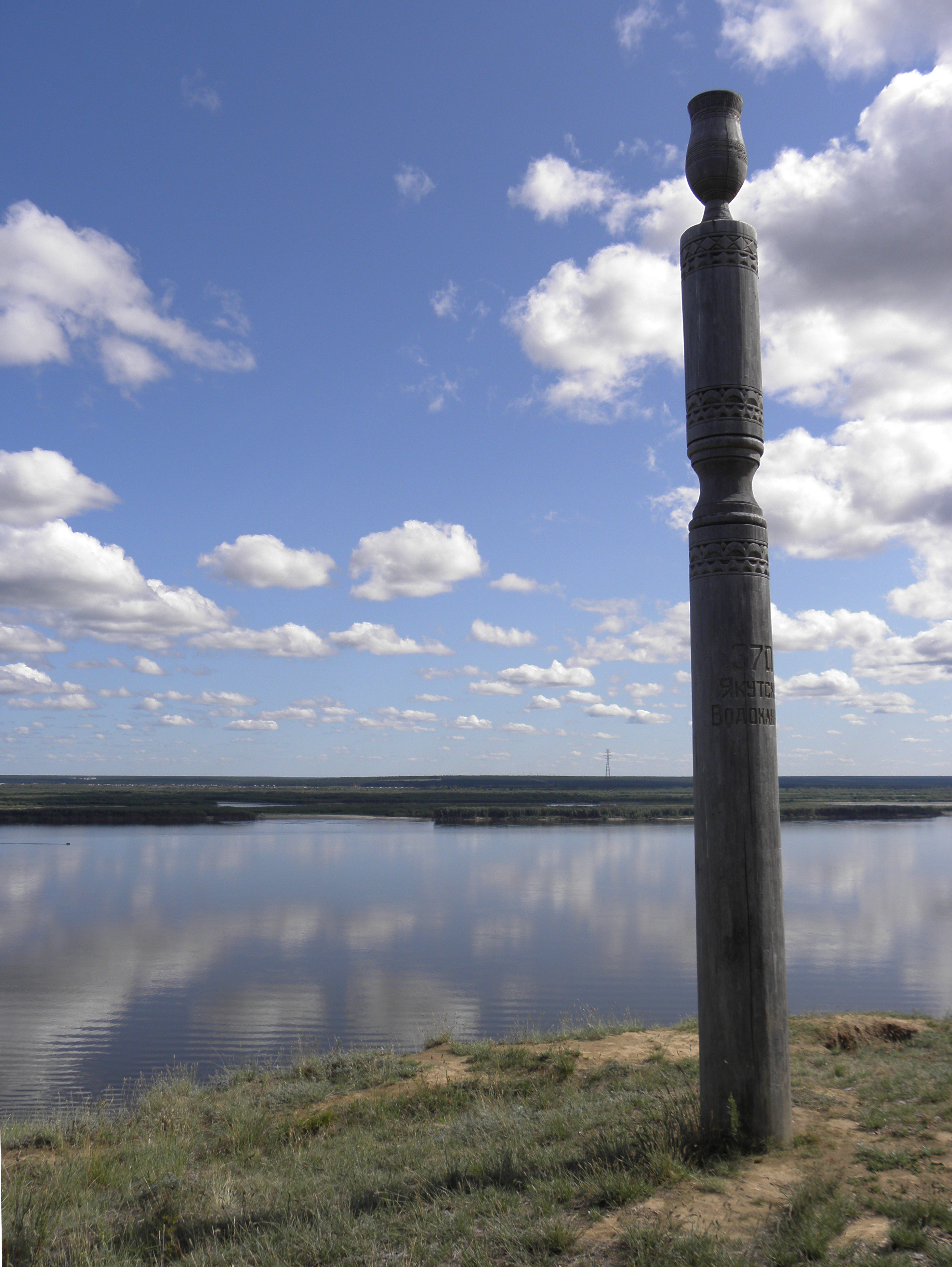
Сэргэ на Табагинском мысе